# Восточный дивизион (Национальная лига)
Восточный дивизион Национальной лиги — один из шести дивизионов Главной лиги бейсбола, сформированный в результате расширения лиги. В 1969 году количество участников МЛБ выросло с 20 до 24. В Американскую лигу были приняты "Канзас-Сити Роялс" и "Сиэтл Пайлотс" (в настоящее время "Милуоки Брюэрс"). Новичками Национальной лиги стали "Сан-Диего Падрес" и "Монреаль Экспос" (в настоящее время "Вашингтон Нэшионалс"). Каждая лига была разделена на два дивизиона по шесть команд: "Восток" и "Запад". Участниками Восточного дивизиона Национальной лиги стали: Монреаль Экспос, Нью-Йорк Метс, Питтсбург Пайрэтс, Сент-Луис Кардиналс, Филадельфия Филлис и Чикаго Кабс.
К сезону 1994 количество команд в каждой лиге выросло до 14 (в 1977 году в Американскую лигу были приняты Сиэтл Маринерс и Торонто Блю Джейс; в 1993 году Национальную лигу пополнили Колорадо Рокиз и Флорида Марлинс). В каждой лиге был добавлен третий дивизион "Центральный", и произведено перераспределение команд.
В результате "Пайрэтс", "Кардиналс" и "Кабс" покинули Восточный дивизион и продолжили свое выступление в созданном Центральном дивизионе.
Единственной командой, которой не удавалось выиграть дивизион, остаются Майами Марлинс. При этом, однако, команда из Майами дважды выигрывала Мировую серию, оба раза попав в плей-офф через уайлд-кард.

Атланта Брэйвз - действующий (2019) чемпион и самая успешная команда дивизиона (выиграли 14 титулов + дважды получали уайлд-кард).

## Состав участников

### Текущие
- Атланта Брэйвз - член дивизиона с сезона 1994. Ранее выступал в Западном дивизионе Национальной лиги.
- Вашингтон Нэшионалс - член дивизиона с момента его основания. Первоначально носил название "Монреаль Экспос".
- Майами Марлинс - член дивизиона с сезона 1993. Клуб добавлен в результате расширения лиги, первоначально носил название "Флорида Марлинс".
- Нью-Йорк Метс - член дивизиона с момента его основания.
- Филадельфия Филлис - член дивизиона с момента его основания.

### Прошлые
- Питтсбург Пайрэтс - член дивизиона с момента его основания. В сезоне 1994 переведен в Центральный дивизион Национальной лиги.
- Сент-Луис Кардиналс - член дивизиона с момента его основания. В сезоне 1994 переведен в Центральный дивизион Национальной лиги.
- Чикаго Кабс - член дивизиона с момента его основания. В сезоне 1994 переведен в Центральный дивизион Национальной лиги.

## Результаты

### Чемпионы дивизиона
| Сезон | Команда                                                      | Регулярный сезон                                             | Регулярный сезон                                             | Выступление в Плей-офф                                                                              |                                                              |
| Сезон | Команда                                                      | В — П                                                        | %                                                            | Выступление в Плей-офф                                                                              |                                                              |
| ----- | ------------------------------------------------------------ | ------------------------------------------------------------ | ------------------------------------------------------------ | --------------------------------------------------------------------------------------------------- | ------------------------------------------------------------ |
| 1969  | Нью-Йорк Метс                                                | 100 - 62                                                     | .617                                                         | ЧСНЛ: победа (Брэйвз: 3-0) → Мировая серия: победа (Ориолс: 4-1)                                    |                                                              |
| 1970  | Питтсбург Пайрэтс                                            | 89 - 73                                                      | .549                                                         | ЧСНЛ: поражение (Редс: 0-3)                                                                         |                                                              |
| 1971  | Питтсбург Пайрэтс                                            | 97 - 65                                                      | .599                                                         | ЧСНЛ: победа (Джайентс: 3-1) → Мировая серия: победа (Ориолс: 4-3)                                  |                                                              |
| 1972  | Питтсбург Пайрэтс                                            | 96 - 59                                                      | .619                                                         | ЧСНЛ: поражение (Редс: 2-3)                                                                         |                                                              |
| 1973  | Нью-Йорк Метс                                                | 82 - 79                                                      | .509                                                         | ЧСНЛ: победа (Редс: 3-2) → Мировая серия: поражение (Атлетикс: 3-4)                                 |                                                              |
| 1974  | Питтсбург Пайрэтс                                            | 88 - 74                                                      | .543                                                         | ЧСНЛ: поражение (Доджерс: 1-3)                                                                      |                                                              |
| 1975  | Питтсбург Пайрэтс                                            | 92 - 69                                                      | .571                                                         | ЧСНЛ: поражение (Редс: 0-3)                                                                         |                                                              |
| 1976  | Филадельфия Филлис                                           | 101 - 61                                                     | .623                                                         | ЧСНЛ: поражение (Редс: 0-3)                                                                         |                                                              |
| 1977  | Филадельфия Филлис                                           | 101 - 61                                                     | .623                                                         | ЧСНЛ: поражение (Доджерс: 1-3)                                                                      |                                                              |
| 1978  | Филадельфия Филлис                                           | 90 - 72                                                      | .556                                                         | ЧСНЛ: поражение (Доджерс: 1-3)                                                                      |                                                              |
| 1979  | Питтсбург Пайрэтс                                            | 98 - 64                                                      | .605                                                         | ЧСНЛ: победа (Редс: 3-0) → Мировая серия: победа (Ориолс: 4-3)                                      |                                                              |
| 1980  | Филадельфия Филлис                                           | 91 - 71                                                      | .562                                                         | ЧСНЛ: победа (Астрос: 3-2) → Мировая серия: победа (Роялс: 4-2)                                     |                                                              |
| 1981  | Монреаль Экспос                                              | 60 - 48                                                      | .556                                                         | СДНЛ: победа (Филлис: 3-2) → ЧСНЛ: поражение (Доджерс: 2-3)                                         |                                                              |
| 1982  | Сент-Луис Кардиналс                                          | 92 - 70                                                      | .568                                                         | ЧСНЛ: победа (Брэйвз: 3-0) → Мировая серия: победа (Брюэрс: 4-3)                                    |                                                              |
| 1983  | Филадельфия Филлис                                           | 90 - 72                                                      | .556                                                         | ЧСНЛ: победа (Доджерс: 3-1) → Мировая серия: поражение (Ориолс: 1-4)                                |                                                              |
| 1984  | Чикаго Кабс                                                  | 96 - 65                                                      | .596                                                         | ЧСНЛ: поражение (Падрес: 2-3)                                                                       |                                                              |
| 1985  | Сент-Луис Кардиналс                                          | 101 - 61                                                     | .623                                                         | ЧСНЛ: победа (Доджерс: 4-2) → Мировая серия: поражение (Роялс: 3-4)                                 |                                                              |
| 1986  | Нью-Йорк Метс                                                | 108 - 54                                                     | .667                                                         | ЧСНЛ: победа (Астрос: 4-2) → Мировая серия: победа (Ред Сокс: 4-3)                                  |                                                              |
| 1987  | Сент-Луис Кардиналс                                          | 95 - 67                                                      | .586                                                         | ЧСНЛ: победа (Джайентс: 4-3) → Мировая серия: поражение (Твинс: 3-4)                                |                                                              |
| 1988  | Нью-Йорк Метс                                                | 100 - 60                                                     | .625                                                         | ЧСНЛ: поражение (Доджерс: 3-4)                                                                      |                                                              |
| 1989  | Чикаго Кабс                                                  | 93 - 69                                                      | .574                                                         | ЧСНЛ: поражение (Джайентс: 1-4)                                                                     |                                                              |
| 1990  | Питтсбург Пайрэтс                                            | 95 - 67                                                      | .586                                                         | ЧСНЛ: поражение (Редс: 2-4)                                                                         |                                                              |
| 1991  | Питтсбург Пайрэтс                                            | 98 - 64                                                      | .605                                                         | ЧСНЛ: поражение (Брэйвз: 3-4)                                                                       |                                                              |
| 1992  | Питтсбург Пайрэтс                                            | 96 - 66                                                      | .593                                                         | ЧСНЛ: поражение (Брэйвз: 3-4)                                                                       |                                                              |
| 1993  | Филадельфия Филлис                                           | 97 - 65                                                      | .599                                                         | ЧСНЛ: победа (Брэйвз: 4-3) → Мировая серия: поражение (Блю Джейс: 2-4)                              |                                                              |
| 1994  | Сезон прерван (забастовка игроков). Результаты аннулированы. | Сезон прерван (забастовка игроков). Результаты аннулированы. | Сезон прерван (забастовка игроков). Результаты аннулированы. | Сезон прерван (забастовка игроков). Результаты аннулированы.                                        | Сезон прерван (забастовка игроков). Результаты аннулированы. |
| 1995  | Атланта Брэйвз                                               | 90 - 54                                                      | .625                                                         | СДНЛ: победа (Рокиз: 3-1) → ЧСНЛ: победа (Редс: 4-0) → Мировая серия: победа (Индианс: 4-2)         |                                                              |
| 1996  | Атланта Брэйвз                                               | 88 - 74                                                      | .543                                                         | СДНЛ: победа (Доджерс: 3-0) → ЧСНЛ: победа (Кардиналс: 4-3) → Мировая серия: поражение (Янкис: 2-4) |                                                              |
| 1997  | Атланта Брэйвз                                               | 101 - 61                                                     | .623                                                         | СДНЛ: победа (Астрос: 3-0) → ЧСНЛ: поражение (Флорида Марлинс: 2-4)                                 |                                                              |
| 1998  | Атланта Брэйвз                                               | 106 - 56                                                     | .654                                                         | СДНЛ: победа (Кабс: 3-0) → ЧСНЛ: поражение (Падрес: 2-4)                                            |                                                              |
| 1999  | Атланта Брэйвз                                               | 103 - 59                                                     | .636                                                         | СДНЛ: победа (Астрос: 3-1) → ЧСНЛ: победа (Метс: 4-2) → Мировая серия: поражение (Янкис: 0-4)       |                                                              |
| 2000  | Атланта Брэйвз                                               | 95 - 67                                                      | .586                                                         | СДНЛ: поражение (Кардиналс: 0-3)                                                                    |                                                              |
| 2001  | Атланта Брэйвз                                               | 88 - 74                                                      | .543                                                         | СДНЛ: победа (Астрос: 3-0) → ЧСНЛ: поражение (Даймондбэкс: 1-4)                                     |                                                              |
| 2002  | Атланта Брэйвз                                               | 101 - 59                                                     | .631                                                         | СДНЛ: поражение (Джайентс: 2-3)                                                                     |                                                              |
| 2003  | Атланта Брэйвз                                               | 101 - 61                                                     | .623                                                         | СДНЛ: поражение (Кабс: 2-3)                                                                         |                                                              |
| 2004  | Атланта Брэйвз                                               | 96 - 66                                                      | .593                                                         | СДНЛ: поражение (Астрос: 2-3)                                                                       |                                                              |
| 2005  | Атланта Брэйвз                                               | 90 - 72                                                      | .556                                                         | СДНЛ: поражение (Астрос: 1-3)                                                                       |                                                              |
| 2006  | Нью-Йорк Метс                                                | 97 - 65                                                      | .599                                                         | СДНЛ: победа (Доджерс: 3-0) → ЧСНЛ: поражение (Кардиналс: 3-4)                                      |                                                              |
| 2007  | Филадельфия Филлис                                           | 89 - 73                                                      | .549                                                         | СДНЛ: поражение (Рокиз: 0-3)                                                                        |                                                              |
| 2008  | Филадельфия Филлис                                           | 92 - 70                                                      | .568                                                         | СДНЛ: победа (Брюэрс: 3-1) → ЧСНЛ: победа (Доджерс: 4-1) → Мировая серия: победа (Рейс: 4-1)        |                                                              |
| 2009  | Филадельфия Филлис                                           | 93 - 69                                                      | .574                                                         | СДНЛ: победа (Рокиз: 3-1) → ЧСНЛ: победа (Доджерс: 4-1) → Мировая серия: поражение (Янкис: 2-4)     |                                                              |
| 2010  | Филадельфия Филлис                                           | 97 - 65                                                      | .599                                                         | СДНЛ: победа (Редс: 3-0) → ЧСНЛ: поражение (Джайентс: 2-4)                                          |                                                              |
| 2011  | Филадельфия Филлис                                           | 102 - 60                                                     | .630                                                         | СДНЛ: победа (Даймондбэкс: 3-2) → ЧСНЛ: поражение (Кардиналс: 2-4)                                  |                                                              |
| 2012  | Вашингтон Нэшионалс                                          | 98 - 64                                                      | .605                                                         | СДНЛ: поражение (Кардиналс: 2-3)                                                                    |                                                              |
| 2013  | Атланта Брэйвз                                               | 96 - 66                                                      | .593                                                         | СДНЛ: поражение (Доджерс: 1-3)                                                                      |                                                              |
| 2014  | Вашингтон Нэшионалс                                          | 96 - 66                                                      | .593                                                         | СДНЛ: поражение (Джайентс: 1-3)                                                                     |                                                              |
| 2015  | Нью-Йорк Метс                                                | 90 - 72                                                      | .556                                                         | СДНЛ: победа (Доджерс: 3-2) → ЧСНЛ: победа (Кабс: 4-0) → Мировая серия: поражение (Роялс: 1-4)      |                                                              |
| 2016  | Вашингтон Нэшионалс                                          | 95 - 67                                                      | .586                                                         | СДНЛ: поражение (Доджерс: 2-3)                                                                      |                                                              |
| 2017  | Вашингтон Нэшионалс                                          | 97 - 65                                                      | .599                                                         | СДНЛ: поражение (Кабс: 2-3)                                                                         |                                                              |
| 2018  | Атланта Брэйвз                                               | 90 - 72                                                      | .556                                                         | СДНЛ: поражение (Доджерс: 1-3)                                                                      |                                                              |
| 2019  | Атланта Брэйвз                                               | 97 - 65                                                      | .599                                                         | СДНЛ: поражение (Кардиналс: 2-3)                                                                    |                                                              |

### Обладатели уайлд-кард
Первоначально уайлд-кард получала одна команда - лучшая из команд лиги, не являющихся чемпионом дивизиона. Место уайлд-кард позволяло напрямую принять участие в Серии дивизионов. Начиная с сезона 2012, две команды в каждой лиге получают уайлд-кард. Право участия в Серии дивизионов разыгрывается в дополнительном раунде уайлд-кард (1 игра).
| Сезон | Команда             | Регулярный сезон | Регулярный сезон | Выступление в Плей-офф                                                                               |
| Сезон | Команда             | В — П            | %                | Выступление в Плей-офф                                                                               |
| ----- | ------------------- | ---------------- | ---------------- | --- |
| 1997  | Флорида Марлинс     | 92 - 70          | .568             | СДНЛ: победа (Джайентс: 3-0) → ЧСНЛ: победа (Брэйвз: 4-2) → Мировая серия: победа (Индианс: 4-3)     |
| 1999  | Нью-Йорк Метс       | 97 - 66          | .595             | СДНЛ: победа (Даймондбэкс: 3-1) → ЧСНЛ: поражение (Брэйвз: 2-4)                                      |
| 2000  | Нью-Йорк Метс       | 94 - 68          | .580             | СДНЛ: победа (Джайентс: 3-1) → ЧСНЛ: победа (Кардиналс: 4-1) → Мировая серия: поражение (Янкис: 1-4) |
| 2003  | Флорида Марлинс     | 91 - 71          | .562             | СДНЛ: победа (Джайентс: 3-1) → ЧСНЛ: победа (Кабс: 4-3) → Мировая серия: победа (Янкис: 4-2)         |
| 2010  | Атланта Брэйвз      | 91 - 71          | .562             | СДНЛ: поражение (Джайентс: 1-3)                                                                      |
| 2012  | Атланта Брэйвз      | 94 - 68          | .580             | Раунд уайлд-кард: поражение (Кардиналс)                                                              |
| 2016  | Нью-Йорк Метс       | 87 - 75          | .537             | Раунд уайлд-кард: поражение (Джайентс)                                                               |
| 2019  | Вашингтон Нэшионалс | 93 - 69          | .574             | СДНЛ: победа (Доджерс: 3-2) → ЧСНЛ: победа (Кардиналс: 4-0)→ Мировая серия: победа (Астрос: 4-3)     |

### Сводная статистика
| Команда             | Чемпион дивизиона | Чемпион дивизиона                                                                  | Обладатель уайлд-кард | Обладатель уайлд-кард |
| Команда             | Титулы            | Сезоны                                                                             | Титулы                | Сезоны                |
| ------------------- | ----------------- | ---------------------------------------------------------------------------------- | --------------------- | --------------------- |
| Атланта Брэйвз      | 14                | 1995, 1996, 1997, 1998, 1999, 2000, 2001, 2002, 2003, 2004, 2005, 2013, 2018, 2019 | 2                     | 2010, 2012            |
| Филадельфия Филлис  | 11                | 1976, 1977, 1978, 1980, 1983, 1993, 2007, 2008, 2009, 2010, 2011                   | 0                     | –                     |
| Питтсбург Пайрэтс   | 9                 | 1970, 1971, 1972, 1974, 1975, 1979, 1990, 1991, 1992                               | 0                     | –                     |
| Нью-Йорк Метс       | 6                 | 1969, 1973, 1986, 1988, 2006, 2015                                                 | 3                     | 1999, 2000, 2016      |
| Вашингтон Нэшионалс | 5                 | 1981, 2012, 2014, 2016, 2017                                                       | 1                     | 2019                  |
| Сент-Луис Кардиналс | 3                 | 1982, 1985, 1987                                                                   | 0                     | –                     |
| Чикаго Кабс         | 2                 | 1984, 1989                                                                         | 0                     | –                     |
| Майами Марлинс      | 0                 | –                                                                                  | 2                     | 1997, 2003            |
| ВСЕГО:              | 50                |                                                                                    | 8                     |                       |

## Достижения в плей-офф
| Команда             | Чемпион Национальной лиги | Чемпион Национальной лиги    | Победы в Мировой серии | Победы в Мировой серии |
| Команда             | Титулы                    | Сезоны                       | Титулы                 | Сезоны                 |
| ------------------- | ------------------------- | ---------------------------- | ---------------------- | ---------------------- |
| Нью-Йорк Метс       | 5                         | 1969, 1973, 1986, 2000, 2015 | 2                      | 1969, 1986             |
| Филадельфия Филлис  | 5                         | 1980, 1983, 1993, 2008, 2009 | 2                      | 1980, 2008             |
| Атланта Брэйвз      | 3                         | 1995, 1996, 1999             | 1                      | 1995                   |
| Сент-Луис Кардиналс | 3                         | 1982, 1985, 1987             | 1                      | 1982                   |
| Питтсбург Пайрэтс   | 2                         | 1971, 1979                   | 2                      | 1971, 1979             |
| Майами Марлинс      | 2                         | 1997, 2003                   | 2                      | 1997, 2003             |
| Вашингтон Нэшионалс | 1                         | 2019                         | 1                      | 2019                   |
| Чикаго Кабс         | 0                         | –                            | 0                      | –                      |
| ВСЕГО:              | 21                        |                              | 11                     |                        |